# Gérard Houllier
Gérard Houllier OBE (Thérouanne, 3 de setembro de 1947 – 14 de dezembro de 2020) foi um treinador e futebolista francês.
Entre os clubes que treinou, destaca-se o Lens, o Paris Saint-Germain (onde foi campeão francês), o Liverpool (onde conquistou a Copa da UEFA, e foi eleito treinador europeu do ano) e, por fim, o Lyon (onde chegou as quartas-de-final da Liga dos Campeões da UEFA, e foi duas vezes campeão francês). Houllier também treinou a seleção francesa, entre 1992 e 1993.
Houllier é conhecido como um dos maiores treinadores com visão de jogo. Ele foi assistente de Aimé Jacquet na conquista da Copa do Mundo de 1998. Houllier fez parte da UEFA e do comitê técnico da FIFA, em 2002 e 2006, nas copas do mundo. Em janeiro de 2008, ele ocupava a vaga de gestor do Newcastle United, sendo substituído por Kevin Keegan.

## França
Em 1988, Houllier foi nomeado diretor técnico e assistente da seleção francesa, tendo Michel Platini, como treinador. Ele se tornou treinador efetivo, em 1992, embora tenha renunciado em 1993, após a França não se classificar para a Copa do Mundo de 1994 - que mais tarde, acabou culpando David Ginola, pela eliminação, pois apesar de perder os dois últimos jogos (ambos em casa), para Israel (2-3) e Bulgária (1-2), respectivamente, Ginola perdeu a posse de bola no lance em que a Bulgária marcou o gol da vitória e, do fim das esperanças francesas de não ficar fora de mais uma Copa do Mundo.
Houllier se tornou uma figura extremamente impopular na França, a ser responsabilizado, não apenas pelo fato de não se classificar, mas também pelo maus resultados obtidos durante a gerência de Platini - que continuava a ser popular o suficiente para que o público se mostrasse relutantes em culpá-lo diretamente. No entanto, ele permaneceu como diretor técnico da seleção. Em 1998, a França foi campeã do mundo, e Houllier foi reconhecido com a atribuição de uma medalha especial.
Em 25 de outubro de 2007, Houllier afirmou que gostaria de voltar a treinar a seleção. Nesse período, Houllier estava negociando com a Irlanda, a Inglaterra e Coreia do Sul, para assumir o cargo de treinador, mas nenhuma acabou se concretizando.

## Liverpool
Em 1998, Houllier foi convidado para se tornar treinador do Liverpool para substituir seu antecessor Roy Evans, juntamente com Roy Evans. No entanto, o mecanismo não funcionou bem e Evans acabou sendo demitido  alguns meses mais tarde, deixando Houllier o único responsável da equipe. Sua estreia pelo clube foi em uma vitória por 2 a 1 contra o Southampton no The Dell válido pela Premier League. 
Houllier começou em 1999, uma modernização no elenco do Liverpool, vendendo jogadores como: Paul Ince, David James, Jason McAteer, Rob Jones, Tony Warner e Steve Harkness, enquanto Steve McManaman foi liberado pela direitoria. Ao mesmo tempo, sete novos jogadores, incluindo Sami Hyypiä, Jari Litmanen, Dietmar Hammann, Stéphane Henchoz, Vladimir Smicer, Sander Westerveld e Djimi Traore foram contratados. Além disso, os centros de formação do Liverpool, foram todos reformulados.
Este processo continuou em 2000, com as contratações de Markus Babbel, Nicky Barmby, Pegguy Arphexad, Gregory Vignal, Emile Heskey, Gary McAllister, Igor Biscan e Christian Ziege, depois com as contratações de Phil Babb, Dominic Matteo, Steve Staunton, Brad Friedel e Stig Inge Bjornebye.
Houllier reestruturou a aquipe do Liverpool, transformando-o em um clube competitivo novamente, o que resultou na bem sucedida temporada de 2000-01, quando venceu a Copa da Liga Inglesa, a Copa da Inglaterra e a Copa da UEFA, terminando ainda em terceiro lugar no campeonato inglês. Houllier ainda conquistou a Supercopa da Inglaterra, contra o Manchester United e a Supercopa Europeia, agora, contra o Bayern Munique. Apesar disso, as conquistas não foram levadas "tão a sério", pois a Copa da Liga, era visto como um torneio para lançar promessas dos clubes. A Copa da Inglaterra, por sua vez, perdia sua importância a cada ano, com o crescimento da Premier League. Até mesmo a Copa da UEFA, não foi considerado um grande título, pois é considerada um torneio secundário à Liga dos Campeões.
Em outubro de 2001, Houllier adoeceu meia-hora antes da partida do Liverpool, contra o Leeds United. Houllier foi levado ao hospital para uma operação de emergência, onze horas depois. Na sua ausência, o seu auxiliar (Phil Thompson) treinou o clube. Houllier retornou para o comando do clube, cinco meses depois. Muitos torcedores do Liverpool, sentiram que ele nunca foi tão eficaz, questionando sua permanência a frente do Liverpool. Sua última partida pelo clube foi em um empate em 1 a 1 contra o Newcastle United em Anfield válido pela última rodada da Premier League. Houllier saiu do Liverpool em 24 de maio de 2004, em livre acordo com a diretoria do clube, pois o clube não tinha o mesmo êxito das temporadas anteriores. Agora, o clube passava a lutar por uma vaga na Liga dos Campeões, apesar do grande investimento em jogadores.

## Lyon
Em 29 de maio de 2005, foi anunciado que Houllier havia assinado um contrato de dois anos com o Lyon, substituindo Paul Le Guen. O Lyon havia conquistado os últimos quatro campeonatos nacionais e, Houllier tinha a "missão" de levar o clube ao títulos da Liga dos Campeões da UEFA. Apesar de continuar conquistando o título francês, o Lyon perdeu para o Milan, nas quartas-de-final da temporada 2005-06, enquanto que, na temporada seguinte, caio nas oitavas-de-final, agora, para a Roma. Houllier sofreu também com a derrota do Lyon para o Bordeaux, na final da Copa da Liga Francesa. Porém, em abril de 2007, ele conquistou seu segundo título francês à frente do Lyon, o sexto do clube.
A temporada 2006-07 provou ser sua última à frente do clube. Em 25 de maio de 2007, foi despedido do cargo de treinador, por um turbulento relacionamento com o presidente Jean-Michel Aulas, por não conseguir levar o clube ao principal título europeu. Em uma declaração oficial no site do clube, falava que Houllier havia pedido para ser liberado. Houllier também declarou que ele precisava de uma pausa após duas temporadas desgastantes com o Lyon.

## Aston Villa
Após permanecer durante três temporadas sem comandar nenhuma equipe desde sua saída do Lyon, mantendo um cargo na federação francesa desde então, Houllier assumiu em 8 de setembro de 2010 o comando o Aston Villa, firmando um contrato de duas temporadas, tendo como assistênte Phil Thompson.
Devido a problemas de saúde, tendo sido inclusive hospitalizado durante a temporada, acabou anunciando sua saída do clube em 1 de junho de 2011.

## Morte
Houllier morreu em 14 de dezembro de 2020, aos 73 anos.

## Títulos

### Paris Saint-Germain
- Campeonato Francês: 1986

### França
- Campeonato Europeu Sub-19: 1996

### Liverpool
- Copa da Liga Inglesa: 2001, 2003
- Copa da Inglaterra: 2001
- Copa da UEFA: 2001
- Supercopa da Inglaterra: 2001
- Supercopa Europeia: 2001

### Lyon
- Campeonato Francês: 2006, 2007
- Supercopa da França: 2005, 2006

### Individuais
- Melhor Treinador do Mundo pela World Soccer: 2001